# Сиаченский конфликт
Сиаченский конфликт (англ. Siachen conflict) — вооружённый конфликт между Пакистаном и Индией за спорную территорию ледника Сиачен. Является самым высокогорным полем битвы в мире — конфликт проходил на высоте 6 705,6 метров над уровнем моря, а температура могла опускаться до -60 ℃.

## Ход конфликта
К началу 1984 года пакистанские войска готовились к войне с Индией за территорию хребта Салторо и ледника Сиачен. Однако Индия нанесла первый удар, начав операцию «Мегдут» в апреле 1984 года. Полк индийских солдат был переброшен по воздуху на Сиачен, они захватили контроль над двумя проходами: Сиа-ла и Билфорд-Ла, которые открывали выход на стратегическое Каракорумское шоссе. Пакистан тщетно пытался вернуть эти проходы в конце 1984 и 1985 года.
В 1986 году пакистанская армия вновь потерпела поражение на данном участке фронта. Проявив военную выучку и мастерство скалолазания, Бана Сингх захватил пакистанский блокпост на высоте 6400 м. Данный блокпост был переименован в «Бана», в честь мужества офицера индийской армии. После этого поражения Беназир Бхутто язвительно предложила генералу Зия-уль-Хаку надеть паранджу.
Чтобы выбить войска Индии из Билфорд-Ла Пакистан направил элитные группы коммандос в 1987 году. Генерал Первез Мушарраф лично командовал этим спецподразделением. В сентябре 1987 года завязался бой, в котором Индия вновь одержала победу. Хотя Пакистан и потерпел неудачу в своей попытке захвата Билфорд-Ла, Индии так и не удалось захватить стратегически важный город Хаплу, столицу пакистанского округа Гханче.

## Потери
1344 пакистанских солдата погибли в ходе конфликта. 95 % погибли из-за экстремальных и невыносимых погодных условий на леднике. Число раненых составляет почти в двадцать раз больше, чем убитых.

## Наши дни
В настоящее время Пакистан поддерживает три батальона на границе с ледником Сиачен, а Индия имеет семь батальонов на данном участке границы. Огромный отток денежных средств на поддержание войск в этом регионе заставил Индию и Пакистан открыть диалог для мирного размежевания Сиачена без территориального ущерба с обеих сторон. Но эти переговоры так ничем и не кончились, большая часть ледника Сиачен контролируется Индией.